# Municipio de Francure
El municipio de Francure (en inglés: Francure Township) es un municipio ubicado en el condado de White en el estado estadounidense de Arkansas. En el año 2010 tenía una población de 225 habitantes y una densidad poblacional de 2,3 personas por km².

## Geografía
El municipio de Francure se encuentra ubicado en las coordenadas 35°8′17″N 91°29′40″O / 35.13806, -91.49444. Según la Oficina del Censo de los Estados Unidos, el municipio tiene una superficie total de 97.88 km², de la cual 94,92 km² corresponden a tierra firme y (3,02 %) 2,96 km² es agua.

## Demografía
Según el censo de 2010, había 225 personas residiendo en el municipio de Francure. La densidad de población era de 2,3 hab./km². De los 225 habitantes, el municipio de Francure estaba compuesto por el 94,22 % blancos, el 2,67 % eran de otras razas y el 3,11 % eran de una mezcla de razas. Del total de la población el 2,67 % eran hispanos o latinos de cualquier raza.